# Келін Анатолій Васильович
Келін Анатолій Васильович (22. 03. 1947, Москва) – тренер (стрибки на батуті). Заслужений тренер України (2006). Закінчив Київський інститут фізичної культури (1970). Працював тренером-викладачем спеціалізованої ДЮСШ зі спортивної гімнастики спортивного товариства «Локомотив» (1971–89), від 1989 – ДЮСШ № 4 (обидві – Київ). Серед вихованців – О. Починок, м. сп. А. Соколовський, Т. Тарасюк, А. Давиденко, В. Солопенко.

## Джерело
- В. П. Штаба . Келін Анатолій Васильович // Енциклопедія Сучасної України: електронна версія [онлайн] / гол. редкол.: І. М. Дзюба, А. І. Жуковський, М. Г. Железняк та ін.; НАН України, НТШ. Київ: Інститут енциклопедичних досліджень НАН України, 2012. URL: https://esu.com.ua/search_articles.php?id=11702 (дата перегляду: 17.08.2022)